# Rampini (azienda)
La Rampini Carlo S.p.A., nota più semplicemente come Rampini, è un'azienda italiana produttrice di autobus fondata nel 1945.

## Storia
La Rampini fu fondata il 24 aprile 1945 a Passignano sul Trasimeno, in provincia di Perugia, da Carlo Rampini e Fernanda Pepini come servizio di manutenzione e revisione per veicoli automobilistici.
L'attività iniziò ad espandersi negli anni '60, quando l'azienda iniziò a progettare e produrre in proprio automezzi ordinari e speciali.
Dopo il fallimento della Carrozzeria Autodromo Modena, la Rampini, nel 2006, acquisì i diritti per la produzione dell'Alè, sviluppando una versione alimentata ad idrogeno e una elettrica in collaborazione con la Siemens.

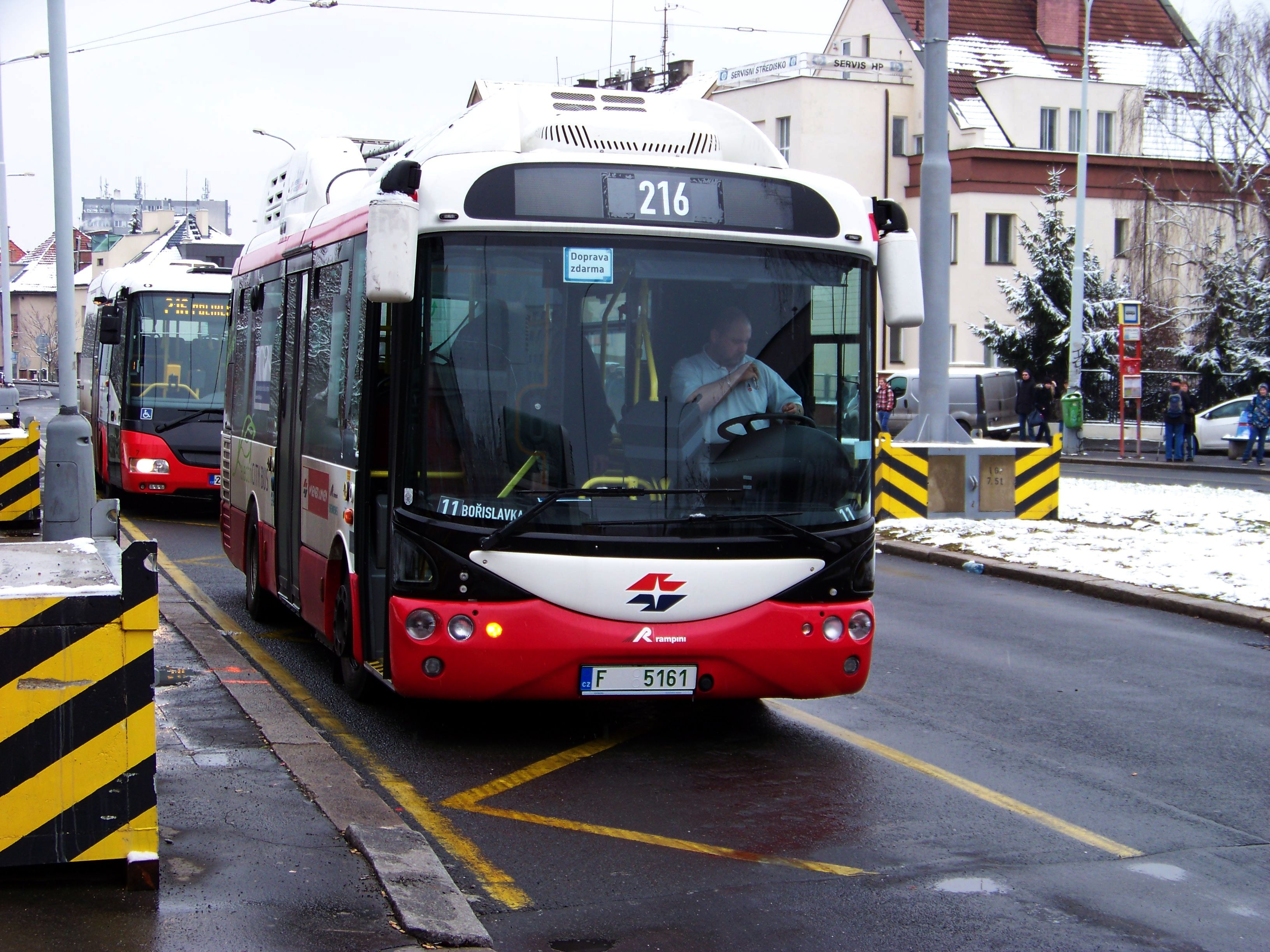
Rampini Alè in servizio a Praga per DPP

## Prodotti
- Rampini Alè (dal 2006)[3]